# غريب جدا ليعيش، نادر جدا ليموت!
غريب جدا ليعيش، نادر جدا ليموت! (بالإنجليزية: Too Weird to Live, Too Rare to Die!)‏ هو رابع ألبوم استوديو لفرقة البوب روك الأمريكية بانيك! آت ذا ديسكو. أصدرت شركتا Decaydance و فيولد باي رامن الألبوم يوم 8 أكتوبر 2013. سجل الألبوم عبر ثلاث مراحل وأنتجه بوتش ووكر، وهو الألبوم الأول والوحيد الذي ساهم فيه عازف غيتار البيس دالون ويكس منذ انضمامه للفرقة رسميا سنة 2010. وهو أيضا آخر ألبوم يساهم فيه قارع الطبول سبينسر سميث.
وصف الألبوم بأنه «تسجيل حفلات». سبقته الأغنيتان المنفردتان «السيدة جاكسن» (Miss Jackson) و «هذه بشارة» (This Is Gospel)، وتبعته «بنات/بنات/أولاد» (Girls / Girls / Boys) و «أسطوانة نيكوتين المطولة» (Nicotine EP) بعد صدوره. جمالية الألبوم العامة متأثرة بموسيقى الرقص، إلكترونيكا، والهيب هوب.
بلغ «غريب جدا ليعيش، نادر جدا ليموت!» الرتبة الثانية على لائحة بيلبورد 200 الأمريكية، لتصبح ثاني رتبة ثانية تحققها الفرقة. استعملت أغنية «أضواء فيغاس» (Vegas Lights) كأغنية لأهداف فريق Vegas Golden Knights.

## روابط خارجية
- غريب جدا ليعيش، نادر جدا ليموت! على موقع ميتاكريتيك (الإنجليزية)
- غريب جدا ليعيش، نادر جدا ليموت! على موقع أول موفي (الإنجليزية)